# 罗征启
罗征启（1934年3月20日—2022年4月12日），出生于北京，祖籍广东省番禺县。中华人民共和国现代教育界名人。
1955年毕业于清华大学，留校工作，曾担任清华大学建筑系共青团总支书记、团委书记、清华大学团委副书记等职，1961年调到清华大学党委宣传部工作，1964年任清华大学党委宣传部副部长，1979-1983年任清华大学党委副书记、宣传部长（其间于1980年～1981年进中央党校学习一年）。1983年9月赴深圳，参与创办深圳大学，担任第一副校长、党委书记，1985年担任深圳大学校长。1989年“六四”后被中共开除党籍和免除公职。1995年创办清华大学建筑设计研究院深圳分院（现名为深圳市清华苑建筑与规划设计研究有限公司）。2022年4月12日上午在深圳逝世，享年88岁。

## 经历

### 文革前
清华大学毕业，留校作干部，显示工作能力，渐获提升任用，先后在系、校团委、党委担任书记、副书记、副部长等职。而据万润南回忆，当时这位青年干部“英气逼人”，见识与才华出众，文字手笔颇得校长蒋南翔器重，但待人接物向无官气，能与学生倾心交往，并颇具文艺欣赏素养（“曾经是文艺社团乐队的首席小提琴手”）。

### 文革期间
身为学校中层骨干，运动开场后不久即被打成“黑帮”，与蒋南翔、高沂等校领导一起遭受批斗。
1967年7、8月间，参与写作著名大字报《四·一四思潮必胜》。后被学者认为是四一四派思想的代表作。此大字报曾被毛泽东谈及，称“四·一四必胜思想我不能接受”，继而挖苦贬斥（在当时毛的任何一句话都可被当作“最高指示”而“顶一万句”）。原作者——“红卫兵小将”学生周泉缨最终为此被监禁，罗征启则被中央文革所支持的蒯大富当作“四·一四”派的“幕后黑手”关进蒯氏“团派”在清华设立的黑牢，几番遭受毒打，终于冒死逃脱。
蒯氏“团派”为搜捕罗征启而绑架其弟罗征敷，因下手粗野致征敷窒息而亡。

### 文革后
1978年回到清华大学领导岗位，首先负责重建校党委宣传部。
据万润南记述：“文革”后，罗征启“是第一批到中央党校集训的干部班班长。第一期十人，其中有田纪云和尉健行，老罗是他们的支部书记。他被安排去接任韩英的团中央书记。”
罗不计个人恩怨，对“文革”中犯错误的原“团派”学生予以宽容，助其在改正错误后得以恢复学业并继续深造。因此颇得当时中共领导人胡耀邦的注意和赏识，特别提名欲予以任用。
1979年，因杜止中共元老陈云（当时刚刚就任中纪委第一书记）之子陈元从清华走后门留学美国并致信陈云劝其顾全中共脸面而开罪于“陈办”，自此被高层视为“思想偏激”，随即被剔除出中组部管理的接班序列（中央委员会“梯队”）。此系陈云陈元父子的一大丑闻，今已无人不知，惟迄未见于官媒。
1983年出任正在筹建的深圳大学党委书记及第一副校长。此后在高等教育改革与深圳大学建设的事业中尽心用力，建树众多，深受青年爱戴。1985年任深圳大学校长。在1987年被中共广东省委书记林若指责为“淡化党的领导”，与胡耀邦同属“资产阶级自由化倾向”。
1989年“六四”事件中曾尽力劝说学生，行动和口号不要过火，但不同意4.26社论的基本观点，支持青年学生爱国反腐败的行为。1991年3月，继深圳大学遭到全面整肃之后，罗征启被深圳市纪委宣布开除党籍与公职，安排去清远市房地产公司任副总经理，后又改为调任在广州的广东省城乡规划设计研究院任副院长，罗拒绝接受处理安排，遂沦为无业者。
1995年，白手起家，创办公司，事业有成，终于自立。

## 资料来源
1. 1 2 3  详见万润南文《罗征启：夭折的接班人》 （页面存档备份，存于）。
2. ↑  该文初为“四·一四”派学生周泉缨撰写，后经罗征启、万润南、李兆汉等人修改，使其中观点和说法更加有据有力，最后由周署名贴出。
3. 1 2 3  详见载于“文革与当代史研究网”的杨继绳：罗征启访谈录之“孙耘事件” （页面存档备份，存于）。
4. ↑  据罗自述，他是该期两班中一班的支部书记兼班长，尉健行在该班，田纪云是另一个班的副书记。见杨继绳：罗征启访谈录之“陈元出国” （页面存档备份，存于）。
5. ↑  详见杨继绳：罗征启访谈录之“陈元出国” （页面存档备份，存于）。
6. ↑  参见杨东平《不可磨灭的传奇：罗征启与深圳大学改革》 （页面存档备份，存于）一文。
7. 1 2 3  详见杨继绳：罗征启访谈录之“八九风波” （页面存档备份，存于）。

| 中国共产党职务 | 中国共产党职务                                   | 中国共产党职务 |
| -------------- | ------------------------------------------------ | -------------- |
| 新頭銜         | 中国共产党深圳大学委员会书记 1983年9月—1989年7月 | 繼任： 吴泽伟  |
| 教育職務       |                                                  |                |
| 前任： 张维    | 深圳大学校长 1986年5月—1989年7月                 | 繼任： 魏佑海  |